# اشتراس این اشتایرمارک
اشتراس این اشتایرمارک (به آلمانی: Straß in Steiermark) یک منطقهٔ مسکونی در اتریش است که در لیبنیتس واقع شده‌است. اشتراس این اشتایرمارک ۲۸٫۹۰ کیلومتر مربع مساحت دارد ۲۵۴ متر بالاتر از سطح دریا واقع شده‌است.